# Вихлянцева, Наталья Константиновна
Ната́лья Константи́новна Вихля́нцева (род. 16 февраля 1997, Волгоград) — российская теннисистка. Победительница одного турнира WTA 125 в парном разряде и трёх турниров ITF (из них два — в одиночном разряде).

## Биография
Вихлянцева родилась в 1997 году в Волгограде. В детстве была очень активной, с ранних лет занималась в спортивных секциях, пробовала заниматься художественной гимнастикой. К теннису приобщилась совершенно случайно. Крёстная семилетней Вихлянцевой посоветовала родителям отдать её в школу тенниса «Теннисия». Вихлянцева занималась в общей группе, первый тренер Елена Дмитриева. На протяжении трёх лет Вихлянцева занималась в «Теннисии», затем в других теннисных центрах, в возрасте тринадцати лет стала тренироваться у Евгения Дрожжина.
Училась в Волгоградской государственной академии физической культуры и в 2019 году закончила с красным дипломом. Владеет английским и французским языками.
В 2025-м году стала одним из лиц видеоканала BB Tennis, показывающего на Россию матчи мужского протура.

## Спортивная карьера

### Начало карьеры

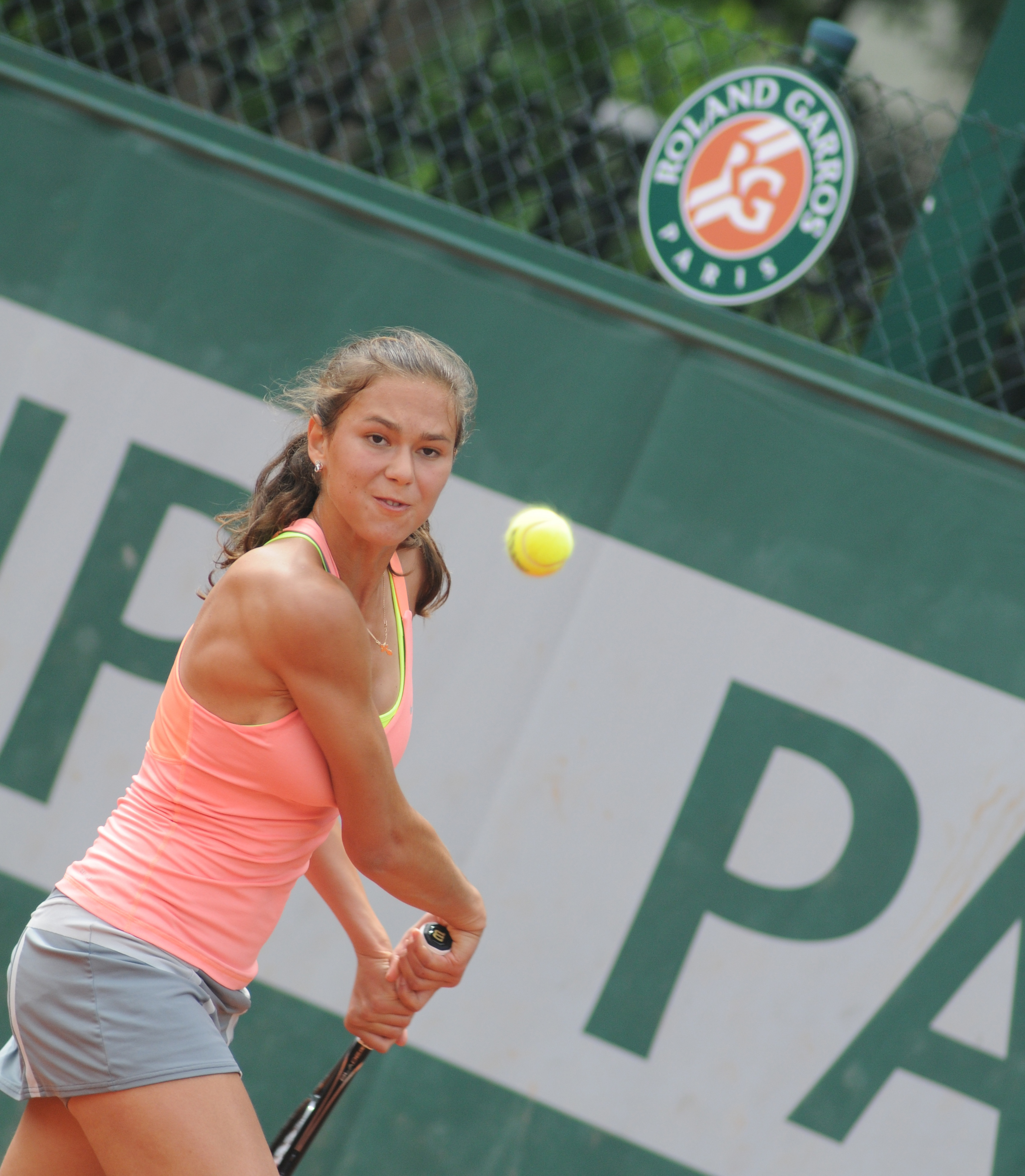
Вихлянцева на юниорском Ролан Гаррос 2014 года

В Юниорском туре ITF Вихлянцева первый раз сыграла в 2012 году в 15 лет. Она смогла выиграть на этом уровне три одиночных и четыре парных турнира и войти в первую двадцатку юниорского рейтинга. Выступления на юниорском уровне продлились до 2014 года, а после Вихлянцева уже полностью перешла во взрослые соревнования.
Первый раз во взрослых соревнованиях из цикла ITF Вихлянцева сыграла в самом конце 2012 года в возрасте 15 лет. В 2013 году она сыграла на четырёх небольших турнирах, а в 2014 году добралась до своего первого финала турнира цикла ITF на 10-тысячнике в США, где уступила чешской спортсменке Марии Боузковой.
В январе 2015 года Вихлянцева дебютировала на соревнованиях WTA-тура, получив уайлд-кард на турнир международной серии в Шэньчжэне. В первом раунде она обыграла немку Анну-Лену Фридзам (2:6, 6:3, 6:3), а во втором уступила третьей ракетка мира и победительнице того турнира Симоне Халеп (2:6, 2:6). В марте она получила уайлд-кард на крупный турнир премьер-турнир в Майами, где в первом раунде проиграла чешке Терезе Смитковой (6:0, 5:7, 2:6). В августе она сыграла свой второй финал на турнирах из цикла ITF, доиграв до решающего матча на 25-тысячнике в Санкт-Петербурге.
В январе 2016 года Вихлянцева смогла завоевать первый взрослый титул, став победительницей 25-тысячника ITF в США в парном разряде (в дуэте с Ингрид Нил). Первый титул в одиночном разряде она выиграла в августе на 25-тысячнике в чешском Пльзене. В сентябре ей удалось выиграть уже крупный турнир младшей серии ITF. На 100-тысячнике из цикла ITF в Санкт-Петербурге он уверенно обыграла всех соперниц, не отдав ни сета, в том числе разгромила в финале Донну Векич (6:1, 6:2). В конце сезона на турнире младшей серии WTA 125 в Лиможе удалось дойти до полуфинала, где уступила француженке Каролин Гарсия. На последнем для себя в сезоне турнире (100-тысячник в Дубае) она вышла в финал, где не смогла справиться с Се Шувэй (2:6, 2:6).

### 2017—2019 (попадание в топ-100 и первый финал в Туре)

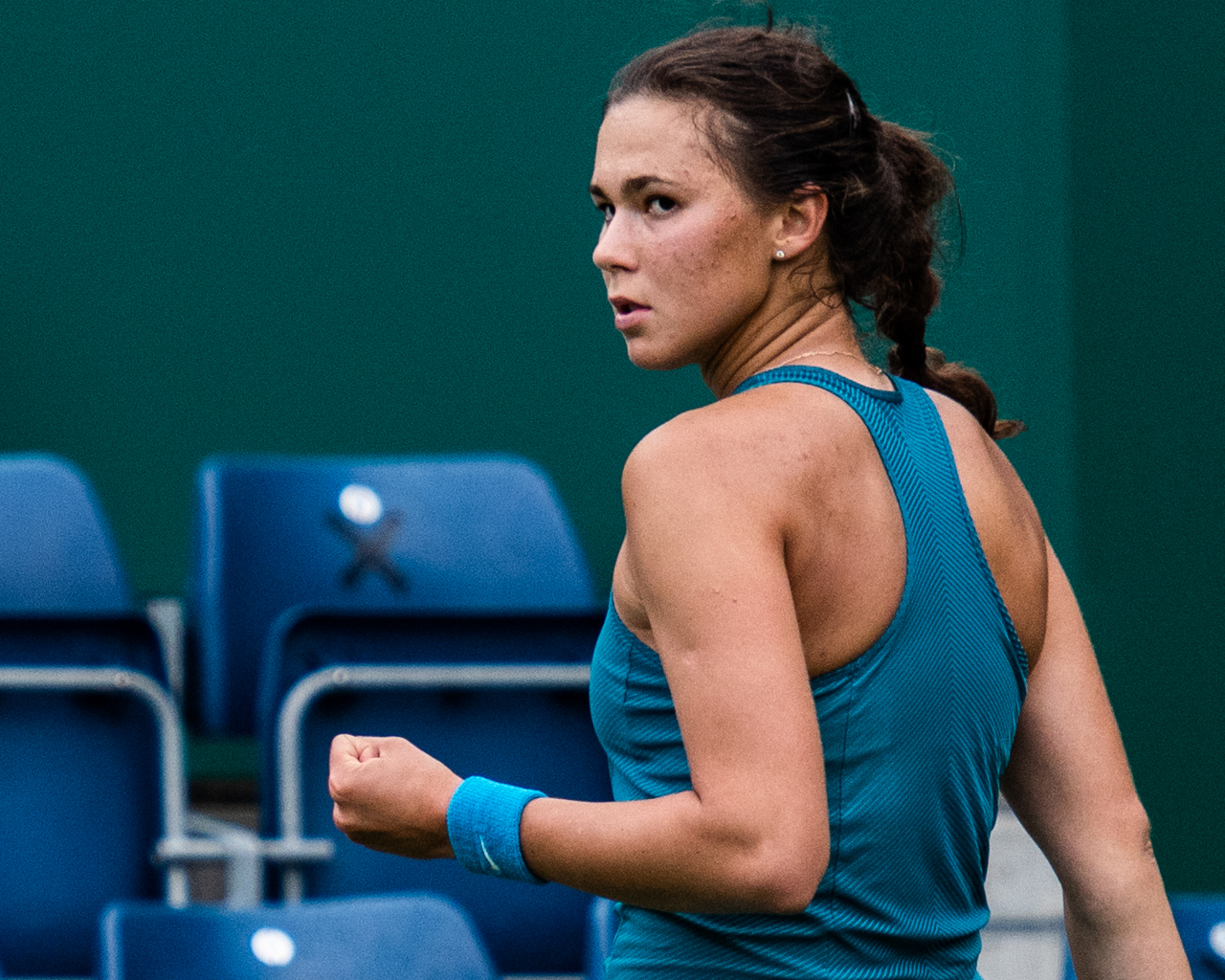
На турнире в Бирмингеме 2018 года

В январе 2017 года Вихлянцева дебютировала на турнирах серии Большого шлема, пройдя через три раунда квалификации на Открытый чемпионат Австралии. В первом круге она обыграла американку Ваню Кинг (6:3, 6:2), а во втором круге уступила соотечественнице Анастасии Павлюченковой (2:6, 2:6). После этого она удачно сыграла на премьер-турнире в Санкт-Петербурге, дойдя до полуфинала, что позволило впервые войти в первую сотню рейтинга WTA. Во втором раунде удалось обыграть № 8 в мире на тот момент Дарью Касаткину (7:6, 6:2). Затем Вихлянцева дебютировала в составе сборной России в матче второй Мировой группы Кубка Федерации против сборной Тайваня (4:1). В четвёртой встрече выиграла у Ли Ясюань (6:1, 6:2), добыв для команды победное очко.
В июне 2017 года на турнире в Хертогенбосе (Нидерланды) Вихлянцева впервые дошла до финала в основном туре, где уступила эстонке Анетт Контавейт (2:6, 3:6). Далее она стабильно играла в основном туре, однако не показывала сильных результатов. На трёх, оставшихся в сезоне, турнирах Большого шлема Вихлянцева проигрывала уже в первом раунде. Лишь в октябре на Кубке Кремля в Москве ей удалось выйти в полуфинал. Это позволило в рейтинге взобраться на самую высокую в карьере — 54-ю позицию.
В сезоне 2018 года Вихлянцева стабильно выступала в основном туре, однако за весь сезон не смогла преодолеть второй раунд ни на одном турнире. Она дважды получала вызов в сборную на матчи Кубка Федерации, однако не смогла помочь России, которая проиграла в феврале Словакии, а в апреле Латвии. В июне она опустилась в рейтинге за пределы топ-100. Лишь в октябре на 80-тысячнике из цикла ITF в Пуатье удалось доиграть до финала.
На Открытый чемпионат Австралии 2019 года пришлось проходить через квалификацию и Вихлянцевой это удалось. В первом раунде она победила Варвару Лепченко, а во втором проиграла Тимее Бачински. В феврале она помогла сборной России отобраться в квалификацию на следующий год на Кубке Федерации. Вихлянцева сыграла с разными соперниками три игры и все выиграла. В марте через квалификацию удалось попасть и на крупный турнир в Индиан-Уэллсе, где россиянке удалось пройти до третьего раунда и обыграть 24-ю в мире Карлу Суарес Наварро. Весной на грунтовом турнире в Праге Вихлянцева дошла до четвертьфинала, где проиграла теннисистке из Чехии Каролине Муховой (3:6, 4:6). В июне на траве в Хертогенбосе она вышла в ещё один четвертьфинал, а на Ролан Гаррос и Уимблдоне не смогла преодолеть квалификацию. В июле удалось выиграть парный приз на турнире младшей серии WTA 125 в Бостаде совместно с Мисаки Дои. После выхода в четвертьфинал турнира в Лозанне Вихлянцева вернулась на время в первую сотню рейтинга. На Открытом чемпионате США она проиграла в первом раунде Юлии Гёргес в трёх сетах. К концу сезона она вновь покинула пределы первой сотни рейтинга.

### С 2020 года
В 2020 и 2021 годах Вихлянцевой приходилось чаще играть квалификации для попадания на турниры основного тура. В июле 2021 года она сыграла в основной сетке турнира в Лозанне и смогла выйти в четвертьфинал. В 2022-м всё и вовсе ришло к концу: результатов не было и дважды Наталью недопускали до турниров Большого шлема о неспортивным причинам: в Австралии ей не дали визу из-за протокола по вакцинации против COVID-19, а на Уимблдоне против Вихлянцевой сыграл её паспорт: власти страны отменили визы для всех россиян и белорусов на свои соревнования, в качестве меры давления на эти страны в конфликте на Украине. В итоге, находясь в третьей сотни рейтинга, Наталья играла в основном на турнирах из цикла ITF, а после августовского турнира в Пршерове завершила карьеру в протуре.

## Итоговое место в рейтинге WTA по годам
| Год  | Одиночный рейтинг | Парный рейтинг |
| 2022 | 303               | 1 512          |
| 2021 | 240               | 1 667          |
| 2020 | 145               | 426            |
| 2019 | 112               | 402            |
| 2018 | 134               | 351            |
| 2017 | 54                | 751            |
| 2016 | 161               | 384            |
| 2015 | 230               | 481            |
| 2014 | 998               |                |
| 2013 | 1 109             | 885            |

## Выступления на турнирах

### Финалы турнировWTAв одиночном разряде (1)

#### Поражения (1)
| Легенда:                   |
| -------------------------- |
| Турниры Большого шлема (0) |
| Олимпиада (0)              |
| Итоговый турнир WTA (0)    |
| Premier Mandatory (0)      |
| Premier 5 (0)              |
| Premier (0)                |
| International (0)          |

| Титулы по покрытиям | Титулы по месту проведения матчей турнира |
| ------------------- | ----------------------------------------- |
| Хард (0)            | Зал (0)                                   |
| Грунт (0)           | Зал (0)                                   |
| Трава (0)           | Открытый воздух (0)                       |
| Ковёр (0)           | Открытый воздух (0)                       |

| №  | Дата         | Турнир                  | Покрытие | Соперница в финале | Счёт    |
| 1. | 18 июня 2017 | Хертогенбос, Нидерланды | Трава    | Анетт Контавейт    | 2-6 3-6 |

### Финалы турнировWTA 125иITFв одиночном разряде (6)

#### Победы (2)
| Призовые    | Титулы по годам | Титулы по годам | Титулы по годам |
| ----------- | --------------- | --------------- | --------------- |
| Призовые    | до 2017         | 2017-2023       | с 2024          |
| 125.000 USD | 0+1             | 0+1             | 0+1             |
| 100.000 USD | 1+0             | 0+0             | 0+0             |
| 80.000 USD  | -               | 0+0             | -               |
| 75.000 USD  | 0+0             | -               | 0+0             |
| 60.000 USD  | -               | 0+0             | -               |
| 50.000 USD  | 0+0             | -               | 0+0             |
| 40.000 USD  | -               | 0+0             | -               |
| 35.000 USD  | -               | -               | 0+0             |
| 25.000 USD  | 1+1             | 0+0             | -               |
| 15.000 USD  | 0+0             | 0+0             | 0+0             |
| 10.000 USD  | 0+0             | -               | -               |

| Титулы по покрытиям | Титулы по месту проведения матчей турнира |
| ------------------- | ----------------------------------------- |
| Хард (1)            | Зал (1)                                   |
| Грунт (1+2)         | Зал (1)                                   |
| Трава (0)           | Открытый воздух (1+2)                     |
| Ковёр (0)           | Открытый воздух (1+2)                     |

| №  | Дата             | Турнир                  | Покрытие | Соперница в финале | Счёт    |
| 1. | 7 августа 2016   | Пльзень, Чехия          | Грунт    | Анна Калинская     | 6-1 6-3 |
| 2. | 25 сентября 2016 | Санкт-Петербург, Россия | Хард(i)  | Донна Векич        | 6-1 6-2 |

#### Поражения (4)
| №  | Дата            | Турнир                  | Покрытие | Соперница в финале | Счёт        |
| 1. | 5 октября 2014  | Хилтон-Хед-Айленд, США  | Грунт    | Мария Боузкова     | 5-7 1-6     |
| 2. | 23 августа 2015 | Санкт-Петербург, Россия | Грунт    | Полина Лейкина     | 4-6 3-6     |
| 3. | 18 декабря 2016 | Дубай, ОАЭ              | Хард     | Се Шувэй           | 2-6 2-6     |
| 4. | 28 октября 2018 | Пуатье, Франция         | Хард(i)  | Виктория Голубич   | 6-3 1-6 5-7 |

### Финалы турнировWTA 125иITFв парном разряде (3)

#### Победы (2)
| №  | Дата           | Турнир           | Покрытие | Партнёрша  | Соперницы в финале                     | Счёт              |
| 1. | 24 января 2016 | Уэсли-Чепел, США | Грунт    | Ингрид Нил | Натела Дзаламидзе Вероника Кудерметова | 4-6 7-6(4) [10-6] |
| 2. | 13 июля 2019   | Бостад, Швеция   | Грунт    | Мисаки Дои | Алекса Гуарачи Данка Ковинич           | 7-5 6-7(4) [10-7] |

#### Поражения (1)
| №  | Дата             | Турнир            | Покрытие | Партнёрша       | Соперницы в финале                  | Счёт              |
| 1. | 20 сентября 2015 | Сен-Мало, Франция | Грунт    | Мария Марфутина | Кристина Кучова Анастасия Севастова | 7-6(1) 3-6 [5-10] |

## История выступлений на турнирах
| Турнир                       | 2016  | 2017  | 2018  | 2019  | 2020  | 2021  | 2022  | Итог   | В/П за карьеру |
| ---------------------------- | ----- | ----- | ----- | ----- | ----- | ----- | ----- | ------ | -------------- |
| Турниры Большого шлема       |       |       |       |       |       |       |       |        |                |
| Открытый чемпионат Австралии | -     | 2Р    | 1Р    | 2Р    | К     | К     | -     | 0 / 3  | 2-3            |
| Открытый чемпионат Франции   | -     | 1Р    | 1Р    | К     | К     | К     | К     | 0 / 2  | 0-2            |
| Уимблдонский турнир          | -     | 1Р    | 1Р    | К     | НП    | К     | О     | 0 / 2  | 0-2            |
| Открытый чемпионат США       | К     | 1Р    | 1Р    | 1Р    | 1Р    | К     | -     | 0 / 4  | 0-4            |
| Итог                         | 0 / 0 | 0 / 4 | 0 / 4 | 0 / 2 | 0 / 1 | 0 / 0 | 0 / 0 | 0 / 11 |                |
| В/П в сезоне                 | 0-0   | 1-4   | 0-4   | 1-2   | 0-1   | 0-0   | 0-0   |        | 2-11           |